# Милк, Харви
Ха́рви Бе́рнард Милк (англ. Harvey Bernard Milk, 22 мая 1930 — 27 ноября 1978) — американский политик и первый открытый гей, избранный на государственный пост в штате Калифорния в качестве члена городского наблюдательного совета Сан-Франциско. Свою активную общественно-политическую деятельность Милк начал в сорокалетнем возрасте, когда его взгляды и образ жизни претерпели значительные изменения под воздействием политических событий в стране и его участия в контркультурном движении 1960-х годов.
В числе многих других геев, мигрировавших в 70-е годы в Сан-Франциско, Милк в 1972 году переехал в этот город из Нью-Йорка и поселился в районе Кастро, популярном среди гомосексуалов. На волне роста политического влияния и экономического подъёма округа Кастро, Милк неоднократно выдвигался на выборные должности, но трижды терпел поражение. Раз от раза его шумные и артистичные кампании завоёвывали ему всё большую популярность, и в 1977 году Милк был избран членом муниципального наблюдательного совета. Прецедент победы открытого гея на выборах явился также отражением более широких социально-политических изменений, произошедших в городе, таких как укрепление политического влияния гей-сообщества, общая либерализация отношения жителей Сан-Франциско к гомосексуалам.
Пост члена наблюдательного совета Сан-Франциско Милку суждено было занимать всего 11 месяцев. Благодаря его настойчивости был принят закон города, защищающий права представителей сексуальных меньшинств, а также была сорвана попытка утвердить дискриминационную поправку к закону штата Калифорния («Инициатива Бриггса»). 27 ноября 1978 года Харви Милк и мэр Сан-Франциско Джордж Москоне были застрелены членом городского совета Дэном Уайтом. В событиях, последовавших после убийства, явственно проявился конфликт между либеральными тенденциями в обществе, благодаря которым Милк добился победы на выборах, и консервативным сопротивлением этим изменениям.
Несмотря на свою короткую карьеру в политике, Милк стал одной из наиболее известных личностей Сан-Франциско, был назван «мучеником за права геев». Журнал Time внёс Милка в список «100 героев XX столетия», именем Харви Милка были названы площадь и центр искусств, средняя школа и публичная библиотека, ему были посвящены фильмы и театральные постановки, о нём написано множество книг. В 2002 году Милка признали «самым известным и самым значительным из открытых ЛГБТ-политиков, когда-либо избранных в Соединённых Штатах». 30 июля 2009 года Президент США Барак Обама наградил Харви Милка Президентской медалью Свободы посмертно.
Энн Кроненберг, организатор его последней избирательной кампании, писала про Милка:

«Что отличает Харви от меня или вас, это то, что он был провидцем. Он вообразил справедливый мир в своей голове и затем принялся создавать его в реальности, для всех нас».Оригинальный текст (англ.)What set Harvey apart from you or me was that he was a visionary. He imagined a righteous world inside his head and then he set about to create it for real, for all of us

## Детство и юность
Харви Милк родился в Вудмере на Лонг-Айленде, штат Нью-Йорк, 22 мая 1930 года в семье литовских евреев Вильяма и Минервы Карнс Милк. Харви был младшим сыном в семье, его старшего брата звали Роберт. Дед Харви, Моррис Милк, владел универмагом, с его помощью была организована первая в тех краях синагога.
В детстве Милка дразнили за его оттопыренные уши, большой нос и нескладную долговязую фигуру, среди одноклассников Харви пользовался репутацией местного комика. В школьные годы он любил играть в футбол и начал увлекаться оперой. Под его фотографией в школьном выпускном альбоме было написано:

Харви Милк. «Глимпи». А говорят, что ЖЕНЩИН ничто не в силах лишить дара речи!
Оригинальный текст (англ.)Harvey Milk. «Glimpy». And they say WOMEN are never at a loss for words!

В 1947 году Милк окончил среднюю школу в Бэй-Шоре (англ. Bay Shore, New York) и поступил в педагогический колледж штата Нью-Йорк в Олбани (ныне: Университет штата Нью-Йорк в Олбани). Там он учился с 1947 по 1951 год, специализировался в области математики. Милк писал заметки для газеты колледжа и заработал репутацию общительного, дружелюбного студента. Осознав свою гомосексуальность в подростковом возрасте, Харви держал это в строгой тайне. Никто из его друзей ни в школе, ни затем в колледже не подозревал, что он был геем. Как вспоминал один из одноклассников Милка: «О нём никак нельзя было подумать, что он гомик (так мы их тогда называли), он был настоящим мужиком».

### Начало карьеры
После окончания колледжа в 1951 году Милк поступил на службу в Военно-морской флот США, участвовал в Корейской войне. Он служил военным водолазом на борту спасательного судна подводных лодок USS Kittiwake (ASR-13). Позже Милк был переведён на Военно-морскую базу в Сан-Диего, где служил инструктором по подводному плаванию. В 1955 году Милк был уволен со службы в звании младшего лейтенанта, получив отставку «отличную от почётной».
Занявшись политической деятельностью, Милк много раз заявлял, что был уволен со службы на флоте за то, что был геем, но биограф Милка Рэнди Шилтс высказывал сомнения в достоверности этих утверждений. Шилтс писал: «Харви Милк во время того периода своей жизни никаким политическим активистом не был и, по имеющимся сведениям, выдерживал более уравновешенный баланс между своим социальным и сексуальным поведением». Профессор Карен Фосс также утверждала, что между отставкой Милка и его сексуальностью не было никакой связи: «Некоторые преувеличения часто используются в тактике избирательных кампаний. В случае Милка такие приукрашивания совершались, чтобы продемонстрировать его готовность быть частью политической системы и при этом показать, как система отторгает его». В 2020 году стало известно, что Харви Милка вынудили уволиться с военной службы, а альтернативой «отличной от почётной» отставки для него был приговор военного трибунала за его открытую гомосексуальность.
Жизненный путь Милка в ранние годы был отмечен значительными поворотами. По прошествии лет в разговорах друзья поражались тем метаморфозам, которые преобразили обычного еврейского мальчика из среднего класса. Милк начал преподавать в средней школе в Хьюлетт на Лонг-Айленде. В 1956 году он встретил Джо Кэмпбелла на набережной парка Джейкоб-Риис (Jacob Riis Park) — популярном месте пребывания геев в Квинсе. Милк страстно полюбил Кэмпбелла, который был на семь лет его моложе. Даже после того, как они начали жить вместе, Милк писал Кэмпбеллу романтичные записки и стихи. Довольно быстро устав от рутинной жизни, они решили переехать в Даллас, штат Техас, но обстановка в Далласе им пришлась не по нраву, и в феврале 1958 года Милк и Кэмпбелл вернулись в Нью-Йорк, где Милк получил работу в страховой компании Great American Insurance Company. «Брак» Кэмпбелла и Милка распался в июле 1961 года после пяти лет совместной жизни, это были самые длительные отношения Милка.
В те годы Милк тщательно скрывал от родных и сослуживцев подробности своей личной жизни. Снова впав в одиночество и уныние, он даже подумывал о том, чтобы переехать из Нью-Йорка в Майами и жениться на своей знакомой лесбиянке. «Мы создали бы видимость для окружающих, и при этом один не стоял бы у другого на пути», — делился Харви своими размышлениями в письме своему знакомому Джорджу Алчу в сентябре 1961 года. Тем не менее, он оставался в Нью-Йорке и периодически тайком заводил скоротечные романы. В 1962 году у Милка началась связь с гей-активистом Грегом Родуэллом, который был моложе его на десять лет. Хотя Милк красиво ухаживал за Родуэллом, будя его каждое утро телефонными звонками и посылая ему любовные стихотворения, Милка беспокоило участие его любовника в Нью-Йоркской гей-организации «Mattachine Society». Однажды Родуэлл был арестован по обвинению в подстрекательстве к беспорядкам и непристойном обнажении (он появился на пляже в «неприличных» плавках, тогда как закон требовал, чтобы мужские купальники были выше пупка и ниже бедра). За это он провёл три дня в тюрьме. Милк был всерьёз встревожен тем, что действия Родуэлла постоянно привлекают внимание полиции, и их отношения вскоре прервались.
Милк бросил работу страхового агента и устроился аналитиком в инвестиционную компанию на Уолл-стрит. Он быстро продвигался по служебной лестнице, несмотря на его манеру дерзить вышестоящим сотрудникам фирмы, игнорировать их советы, щеголяя затем своими успехами. Хотя Милк был профессионалом в своей области, его сослуживцам было заметно, что душа Харви к его работе не лежит. Он завёл отношения с новым возлюбленным, Джеком Галеном Маккинли, и уговаривал его присоединиться к избирательной кампании республиканца Барри Голдуотера, которому Милк в то время оказывал поддержку на президентских выборах 1964 года, несмотря на консервативные взгляды этого политика. Их отношения были беспокойными: Маккинли был склонен к депрессии и часто угрожал самоубийством, если Милк не уделял ему достаточно внимания. Чтобы положить этому конец, Милк устроил Маккинли в больницу, где в то время его экс-возлюбленный Джо Кэмпбелл поправлялся после попытки самоубийства (Кэмпбелл пытался покончить c собой после того, как его бросил любовник Билли Сиппл). Милк остался дружен с Кэмпбеллом, который вошёл потом в авангардистскую художественную богему в Гринвич-Виллидж. Он искренне не понимал, почему в приступе отчаяния самоубийство показалось для Кэмпбелла единственным выходом.

### Упадок и возрождение улицы Кастро
Район Eureka Valley в Сан-Франциско на пересечении улиц Маркет и Кастро в течение многих десятилетий населяли религиозные ирландские католики, представители рабочего класса. Однако, начиная с 1960-х годов, многие молодые семьи начали покидать этот район и переезжать в пригороды Области залива Сан-Франциско. Мэр Джозеф Алиото привлекал в город богатых инвесторов, местные владельцы предприятий начали переводить производство в более дешёвые соседние районы, представители рабочего класса теряли работу по мере того, как крупные корпорации ликвидировали рабочие места на фабриках и в портовых доках.
Сан-Франциско представлял собой «город деревень»: децентрализованный город с этническими анклавами, каждый из которых располагался вокруг собственной главной улицы. Пока развивалась центральная часть города, окраины приходили в упадок, включая и улицу Кастро. Большинство религиозных магазинов ирландской католической общины закрывались, жители покидали дома, окна закрывались ставнями. В 1963 году цены на недвижимость в районе резко упали, когда по соседству открылся гей-бар, и многие рабочие семьи попытались быстро продать свои дома. На фоне этих процессов менялся социальный состав населения района, в подешевевшие викторианские дома стали вселяться приезжие геи и хиппи, привлечённые идеалами свободной любви соседнего района Хейт-Ашбери, но отпугиваемые высоким уровнем преступности в том районе.
После окончания Второй мировой войны портовый город Сан-Франциско стал прибежищем для значительного числа геев, демобилизованных из вооружённых сил, которые решили поселиться здесь и не возвращаться в свои родные города, где они могли быть подвергнуты гонениям. Так что уже к 1969 году в Сан-Франциско было больше геев, чем в любом другом американском городе. Когда Институт имени Кинси получил задание провести исследования гомосексуалов, учёные выбрали центром своей работы именно Сан-Франциско.
Харви Милк и Джек Маккинли были одними из тысяч геев, мигрировавших в Сан-Франциско. Маккинли работал помощником режиссёра Тома О’Хоргана, который начал свою карьеру в экспериментальном театре, но вскоре переключился на масштабные постановки на Бродвее. Они приехали в Сан-Франциско с гастрольной труппой мюзикла «Волосы» («Hair»). Позже Маккинли предложили работу в постановке нью-йоркской версии мюзикла «Иисус Христос — суперзвезда», он вернулся в Нью-Йорк, и их бурные отношения с Милком закончились. Сан-Франциско настолько втянул в себя Милка, что он решил остаться и устроился работать в инвестиционную компанию. Милк всё больше тяготился складывающимся в стране политическим климатом, в знак протеста он начал отращивать бороду и длинные волосы. В 1970 году, после вторжения американских войск в Камбоджу, Милк демонстративно на глазах у толпы сжёг свою карту Bank of America. На следующий день он был уволен с работы.
В дальнейшем Милк скитался между Калифорнией, Техасом и Нью-Йорком без каких-либо планов и постоянной работы. В Нью-Йорке он стал сотрудничать с театральной студией бродвейского продюсера и режиссёра Тома О’Хоргана, в том числе выступил в качестве сопродюсера некоторых постановок этой студии. Время, проведённое Милком в обществе «детей цветов», стёрло с него остатки консерватизма. Вот как описывал Милка Том О’Хорган в статье The New York Times: «Это был человек с грустным взглядом, стареющий хиппи с длинными-длинными волосами, в украшенных бисером потёртых джинсах». Бывший нью-йоркский возлюбленный Милка Грег Родуэлл, прочитав это описание, не мог поверить, что речь идёт о том самом человеке, который когда-то был ему близок. Один из друзей Милка с Уолл-стрит вспоминал, что несмотря на, казалось бы, полное отсутствие у Милка в тот период каких-либо перспектив и планов на будущее, в то же время «он был более счастлив, чем когда-либо в своей жизни».
В это время Милк встретил свою новую любовь, Скотта Смита, который был на 18 лет моложе его, и у них завязался роман. Харви и Скотт, уже неотличимые от других длинноволосых бородатых хиппи, вернулись в Сан-Франциско и стали жить на те деньги, что у них ещё оставались. В 1972 году на последнюю тысячу долларов Милк открыл фотомагазин на улице Кастро.

### Политические перемены
В конце 1960-х годов гей-движения «Общество за права личности» и «Дочери Билитис» начали кампанию, направленную против полицейских провокаций и облав на гей-бары в Сан-Франциско. Оральный секс всё ещё являлся уголовным преступлением, и в 1970 году в городе были за это арестованы около 90 человек. Сталкиваясь с угрозой выселения из арендуемых квартир за гомосексуальную связь и опасностью ареста в гей-барах, некоторые мужчины отправлялись по ночам заниматься сексом в парках. Мэр Алиото дал распоряжение полиции следить за парками, рассчитывая также на поддержку митрополии и католической общественности. В 1971 году в Сан-Франциско за секс в общественных местах были арестованы 2800 геев. Для сравнения, в Нью-Йорке в том же году за подобные нарушения были арестованы лишь 63 человека. Любой задержанный за нарушение нравственных норм регистрировался, как сексуальный преступник.
Конгрессмен Филипп Бартон, член законодательной ассамблеи штата Калифорнии Вилли Браун и другие калифорнийские политические деятели осознавали растущее влияние и организованность гомосексуалов в городе и для завоевания их голосов начинали идти на контакты с гей- и лесбийскими организациями. Браун в 1969 году пытался провести закон, легализующий однополые сексуальные отношения между совершеннолетними при их обоюдном согласии, но потерпел неудачу. С «Обществом за права личности» также сотрудничала популярная умеренная наблюдательница городского совета Дайэнн Файнстайн, которая стремилась стать мэром, соперничая с Алиото. Экс-полицейский Ричард Хонгисто также активно взаимодействовал с гей-сообществом, которое в ответ поддержало его на выборах в шерифы. И хотя Файнстайн потерпела неудачу на выборах в мэры, избрание Хонгисто шерифом в 1971 году продемонстрировало уровень политического влияния гей-сообщества в городе.
В 1971 году активисты «Общества за права личности» Джим Фостер, Рик Стоукс и издатель газеты The Advocate Дэвид Гудстейн основали демократический клуб Alice B. Toklas Memorial Democratic Club, известный как просто Alice. Клуб оказывал содействие либеральным политическим деятелям, убеждая их поддержать необходимые законопроекты. Эта политика имела успех, когда в 1972 году активистки движения «Дочери Билитис» Дэл Мартин и Филлис Лайон убедили члена городского совета Дайэнн Файнстайн поддержать постановление, запрещающее дискриминацию гомосексуалов при приёме на работу. Кроме поддержки сочувствующих политиков, Alice пытался продвинуть и своего активиста Стоукса на незначительную должность члена попечительского совета местного колледжа, правда, безуспешно. В отличие от Стоукса, Джим Фостер прогремел на всю страну, став первым открытым геем, который выступил с публичной речью на съезде федеральной политической партии. Произнесённая Фостером речь на съезде Демократической партии США в 1972 году давала уверенность, что голос гей-сообщества будет услышан политическими силами Сан-Франциско, особенно теми, кто намеревался получить поддержку избирателей-геев.
Милк в тот период ещё не принимал участие в этих политических процессах, но его недовольство происходящим нарастало с каждым годом. В один из дней в 1973 году государственный чиновник вошёл в магазин Милка Castro Camera и сообщил ему, что Милк должен 100 долларов в качестве государственного налога с продаж. Милк возмутился и прогнал чиновника с криками о том, что тот оказывает незаконное давление на частный бизнес. После того, как Милк в течение нескольких недель писал жалобы в различные инстанции, налог был уменьшен до 30 долларов. В другой раз, когда Милк с негодованием рассуждал о том, куда исчезают деньги налогоплательщиков, в магазин зашёл учитель местной школы, чтобы позаимствовать проектор, сетуя на то, что оборудование в школе не работает. Друзья также вспоминают, что с трудом сумели удержать Милка, когда он в возмущении пытался пнуть ногой телевизор: на экране Генеральный прокурор Джон Митчелл последовательно отвечал — «Я не помню» — на вопросы во время слушаний по Уотергейтскому делу. Милк больше не мог оставаться пассивным наблюдателем и решил, что настало время бороться за место в политическом руководстве. Позднее он говорил:

Я, наконец, достиг рубежа, за которым, уверен, я должен был либо начать действовать, либо заткнуться.
Оригинальный текст (англ.)I finally reached the point where I knew I had to become involved or shut up.

## Первые кампании
Политический истеблишмент Сан-Франциско принял Милка холодно. Джим Фостер, гей-активист, к тому времени уже десять лет активно занимавшийся политической деятельностью, с негодованием отнёсся к новичку, который просил поддержать его выдвижение на столь престижную должность, как член городского наблюдательного совета. Фостер сказал Милку:

Есть старая поговорка в Демократической партии: вы не сможете начать танцевать, пока не уберёте стулья. Я пока не видел, чтобы вы убирали стулья.
Оригинальный текст (англ.)There's an old saying in the Democratic Party. You don't get to dance unless you put up the chairs. I've never seen you put up the chairs.
Милк был разъярён таким покровительственным снобизмом, и эта беседа послужила началом противостояния между Alice и Харви Милком. Некоторые владельцы баров для гомосексуалов, страдавшие от полицейских преследований и недовольные робостью Alice в отношениях с городскими властями, решили поддержать Милка.
Милк, который до этого момента не принимал активного участия в общественной жизни, осознал, что политика есть его предназначение. По словам журналистки Фрэнсис Фицджеральд, он был «рождён для политики». В первое время сказывалась неопытность Милка, он попытался обойтись без денег, поддержки и собственной команды, и вместо этого положился на продвижение основной своей идеи организации такой финансовой политики, при которой интересы граждан ставились бы выше интересов крупных корпораций и государства.
Милк выступал за реформу системы выборов городских наблюдателей, согласно которой члены городского наблюдательного совета избирались бы от конкретных районов, что должно было снизить коррумпированность и позволило бы жителям районов города лучше контролировать своих представителей в городском правительстве. Он придерживался либеральных взглядов, выступая против вмешательства государства в частную сексуальную жизнь и за легализацию лёгких наркотиков. Зажигательные, яркие речи Милка и его умение очаровывать публику обеспечили ему значительное внимание прессы во время выборов 1973 года. Он получил 16 900 голосов жителей района Кастро и соседних либеральных кварталов и занял 10-е место среди 32 кандидатов. Если бы избирательная система позволяла каждому району выбирать своего собственного представителя, он одержал бы победу.

### Мэр улицы Кастро
С самого начала своей политической карьеры Милк продемонстрировал способности к коалиционным действиям. Однажды влиятельный профсоюз водителей «Teamsters» решил организовать бойкот дистрибьюторам пива Coors, которые отказывались подписывать контракт с их профсоюзом. Организаторы бойкота попросили Милка провести эту акцию в гей-барах, а взамен Милк поставил условие, чтобы профсоюз активнее принимал на работу водителей-геев. Несколько дней спустя Милк убедил владельцев гей-баров района Кастро и его близлежащих кварталов прекратить продажу пива. Бойкот был очень успешен, при содействии коалиции арабских и китайских бакалейщиков «Teamsters» добился выполнения своих требований, а Милк обрёл сильного политического союзника в лице профсоюзов. Это было время, когда Милк стал неформальным «Мэром улицы Кастро». С ростом влияния улицы Кастро рос и авторитет Милка. Бродвейский режиссёр-постановщик Том О’Хорган, с которым в своё время работал Милк, заметил однажды:

Харви потратил большую часть своей жизни в поисках сцены. На улице Кастро он, наконец, нашёл её.
Оригинальный текст (англ.)Harvey spent most of his life looking for a stage. On Castro Street he finally found it.

В 1973 году усилилось напряжение между пожилыми католиками прихода Пресвятого Спасителя и геями-иммигрантами, живущими в районе Кастро. Когда два гея попытались открыть антикварную лавку, местная ассоциация торговцев EVMA попыталась воспрепятствовать получению ими лицензии. Милк и несколько других бизнесменов-геев основали собственную ассоциацию Castro Village Association с Милком в качестве президента. Он часто повторял, что геи должны покупать в магазинах геев. В 1974 году, с целью привлечь больше клиентов в свой район, Милк организовал Ярмарку улицы Кастро (Castro Street Fair), на которую съехалось более 5 000 человек. Некоторые из участников консервативной EVMA были ошеломлены — они получили такую прибыль во время Ярмарки улицы Кастро, какой у них никогда раньше не было. Впоследствии ярмарка Castro Street Fair стала ежегодным событием в жизни Сан-Франциско, которое в наши дни собирает сотни торговцев и многие тысячи посетителей.

### Серьёзный кандидат
Хотя Милк был ещё новичком в районе Кастро, он успел уже проявить себя лидером этого небольшого сообщества. Он стал серьёзней относиться к перспективам своего избрания и в 1975 году принял решение снова баллотироваться в муниципальный наблюдательный совет. Милк пересмотрел свой подход к избирательной кампании, постригся, дал зарок никогда больше не курить марихуану и не переступать порог гей-саун. Избирательную кампанию Милка теперь поддерживали водители, пожарные и профсоюзы строителей. Фотомагазин Castro Camera стал активистским центром в округе. Часто Милк просто приглашал людей с улицы, вовлекая их в работу на свою избирательную кампанию, многие из них позже обнаруживали, что просто Милк находил их привлекательными.
В своей кампании Милк делал упор на поддержку малого бизнеса и развитие района, что шло вразрез с политикой действующего тогда мэра Алиото, который с 1968 года старался привлекать в город крупные корпорации, несмотря на критику по поводу «Манхеттенизации Сан-Франциско». По мере того, как представители рабочих специальностей вытеснялись офисными работниками индустрии услуг, политическое влияние Алиото слабело, что привело к неизбежности смены городского главы. В январе 1976 года новым мэром был избран Джордж Москоне. Годом ранее в законодательном собрании штата Калифорния Москоне способствовал отмене закона, определявшего гомосексуальные контакты как «сексуальные преступления». Он по достоинству оценил вклад Милка в свою победу на выборах, посетив штаб Милка в ночь после голосования, лично поблагодарив его за поддержку и предложив Милку пост специального уполномоченного. Сам Милк эти выборы вновь проиграл, заняв седьмое место в итоговом списке кандидатов. Всего лишь одна позиция отделяла его от кресла в городском наблюдательном совете. Хотя сам Милк и потерпел неудачу, посты мэра, окружного прокурора и шерифа заняли либеральные политические деятели, которых поддерживало гей-движение.
Несмотря на либеральные перемены на городском политическом Олимпе, в городе оставалось ещё немало консервативных цитаделей.
Одним из первых действий Москоне в качестве мэра было назначение нового начальника в занявший круговую оборону Департамент полиции Сан-Франциско[что?]. Вопреки пожеланиям Департамента, начальником полиции Москоне назначил Чарльза Гейна. Большинство в полиции не любили Гейна за то, что он публично в прессе говорил о пьянстве и расовой нетерпимости в среде полицейских, вместо того, чтобы блюсти корпоративную этику и не выносить сор из избы. Вступив в должность, Гейн ясно дал понять, что появление геев-полицейских теперь будет приветствоваться в департаменте. Такое заявление вызвало сенсацию и лишь усилило недовольство полицейского корпуса. Между личным составом полиции и новым либеральным руководством города установились конфронтационные отношения.

### Гонка за место в Ассамблее
Сдержав своё обещание, вновь избранный мэр Джордж Москоне в 1976 году назначил Милка членом Комиссии по обжалованию разрешений. Таким образом, Милк стал первым открытым геем в США, получившим пост городского специального уполномоченного. Милк, однако, желал большего, он решил добиваться места в законодательной Ассамблее штата Калифорния. Основная масса жителей района Кастро и соседних кварталов были сторонниками Милка. В предыдущей гонке в городской наблюдательный совет Милк набрал даже больше голосов, чем требовалось для того, чтобы получить место в Ассамблее штата. Однако, согласно кулуарным договорённостям Москоне с тогдашним спикером Ассамблеи, выдвигать собирались другого кандидата — Арта Агноса. Кроме того, по приказу мэра, как назначенным, так и выборным должностным лицам запрещалось участвовать в избирательной кампании, пока они занимали свои посты в администрации.
Милк проработал всего пять недель в Комиссии по обжалованию разрешений. Когда Милк объявил о намерении баллотироваться на пост члена Ассамблеи штата, мэр Москоне был вынужден уволить его, должность Милка занял Рик Стоукс. Увольнение из городской администрации и закулисный сговор между Москоне, Агносом и спикером Ассамблеи выставляли Милка в роли политического аутсайдера, и это лишь подливало масла в огонь его избирательной кампании. Милк ругал высшее руководство города и штата за то, что они ополчились против него. Раздражение Милка вызывал и тот факт, что от него также дистанцировался и респектабельный политический гей-истеблишмент, в первую очередь, демократический клуб Alice, за что Милк прозвал Джима Фостера и Рика Стоукса «голубыми дядюшками Томами». Он с воодушевлением воспринял то, что местный независимый еженедельный журнал вышел с заголовком «Харви Милк против Системы».
Расширить своё влияние в качестве представителя гей-сообщества Милку помог случай. 22 сентября 1975 года президент Джеральд Форд во время посещения Сан-Франциско вышел из гостиницы и направился к своему автомобилю. В этот момент находившаяся в толпе левая активистка Сара Джейн Мур подняла пистолет и выстрелила в президента с расстояния в 12 метров. Пуля не задела Форда, поскольку в последний момент к террористке бросился отставной морской пехотинец, который схватил её за руку, помешав совершить убийство.
Спасителем президента оказался Оливер (Билли) Сиппл, который за несколько лет до этого бросил экс-возлюбленного Милка Джо Кэмпбелла. Ветеран войны во Вьетнаме, демобилизованный из вооружённых сил из-за проблем с психикой, Сиппл проживал в Сан-Франциско недалеко от района Кастро, как вдруг он стал центром внимания всей страны. Сиппл отказался признать себя героем и не хотел сообщать всей стране о своей сексуальной ориентации, однако Милк использовал эту историю, чтобы продвинуть свою идею: общество, как утверждал Милк, стало бы лучше относиться к геям, если бы те перестали скрываться и совершили каминг-аут. Он сказал другу:

Это — великолепная возможность. На этот раз мы можем показать, что геи совершают героические поступки, в противовес всем этим ля-ля о приставаниях к детям и непотребствах за дверями ванных комнат.
Оригинальный текст (англ.)It's too good an opportunity. For once we can show that gays do heroic things, not just all that ca-ca about molesting children and hanging out in bathrooms.
И Милк связался с редакцией газеты. Несколько дней спустя Херб Кан, журналист San Francisco Chronicle, в своей заметке описал Сиппла как гея и друга Харви Милка. Новость была подхвачена центральными газетами, и имя Милка замелькало во множестве репортажей. Журнал Time назвал Милка лидером гей-движения Сан-Франциско. Репортёры наперебой осаждали Сиппла и его родных, в результате мать Сиппла, примерная баптистка из Детройта, отказалась общаться с ним. Несмотря на то, что Сиппл был связан с гей-сообществом в течение многих лет и даже участвовал в гей-прайдах, он предъявил иск San Francisco Chronicle за вторжение в частную жизнь. Президент Форд в знак признательности за спасение своей жизни послал Сипплу благодарственное письмо. Как заметил Милк, если бы Сиппл не был геем, то он получил бы приглашение в Белый дом, а не просто открытку.
Предвыборная кампания Милка со штаб-квартирой в фотоателье Castro Camera была весьма неорганизованной. Хотя добровольцы из числа живущих в округе геев и пожилых ирландских пенсионерок были многочисленны и с радостью предлагали помощь в распространении материалов, организационные записи Милка и списки волонтёров велись на случайных обрывках бумаги. Всякий раз, когда на какие-либо нужды требовались деньги, они брались из кассового аппарата без какого-либо финансового учёта. Помощницей организатора кампании была 11-летняя соседская девочка, радостно раздававшая задания волонтёрам. Сам Милк проявлял гиперактивность и склонность к фантастическим вспышкам темперамента лишь для того, чтобы быстро остыть и через минуту возбуждённо кричать уже совершенно по другому поводу. Многие эмоциональные речи Милка были адресованы его любовнику, Скотту Смиту. Смит всё больше разочаровывался в Милке, не находя уже в нём того беззаботного хиппи, в которого он когда-то влюбился.
Милк был одержим предвыборной борьбой, но при этом он был предан своему делу, заражал всех хорошим настроением и оптимизмом и имел специфический талант привлекать внимание СМИ. Он проводил долгие часы, регистрируя избирателей и обмениваясь рукопожатиями с посетителями кинотеатров и людьми на автобусных остановках, старался использовать любую возможность, чтобы заявить о себе. Милк целиком отдавался предвыборной кампании, и его успех был очевиден. Множество волонтёров, державших плакаты с надписями «Милка в Ассамблею!», выстраивались в длинные живые цепочки вдоль загруженной Маркет-стрит в часы, когда жители пригородов ехали в центр города на работу. Он распространял свою предвыборную литературу, где только мог, в том числе среди членов одной из самых влиятельных политических групп в городе — популярной в те годы религиозной секты «Храм народов». Добровольцы Милка отнесли им тысячи брошюр, но возвратились с нехорошими предчувствиями. Поскольку лидер «Храма народов» Джим Джонс имел значительный политический вес в Сан-Франциско (при этом он оказывал поддержку и Милку, и его сопернику Арту Агносу), Милк разрешил сотрудникам «Храма народов» пользоваться его телефонами и позже выступал в «Храме народов» и защищал Джима Джонса, когда на него начались гонения. Но своим волонтёрам Милк сказал:

Не забывайте всегда быть приветливыми с людьми из «Храма народов». Если они попросят, чтоб вы оказали им услугу, окажите её им, и затем отправьте им письмо с благодарностью за то, что они попросили вас что-то для них сделать. Они непредсказуемы и они опасны, и вам было бы лучше никогда не оказаться у них на плохом счету.
Оригинальный текст (англ.)Make sure you're always nice to the Peoples Temple. If they ask you to do something, do it, and then send them a note thanking them for asking you to do it. They're weird and they're dangerous, and you never want to be on their bad side.
Гонка близилась к финалу, а Милк отставал от соперника меньше, чем на 4 000 голосов. В этот момент Агнос преподал Милку ценный урок, когда он раскритиковал предвыборные речи Милка как «деструктивные»: «Вы говорите о том, что собираетесь надрать всем задницы, но что Вы собираетесь делать созидательного, кроме как набрасываться с нападками на меня? Вы не должны так низко оценивать свою аудиторию». Потерпев поражение, Милк, понимая, что клуб Alice никогда не окажет ему политическую поддержку, основал собственную организацию San Francisco Gay Democratic Club.

## Столкновение исторических сил
Неоперившемуся движению в защиту прав гомосексуалов ещё только предстояло встретить организованное сопротивление в США.
В 1977 году небольшая сплочённая группа гей-активистов из Майами, штат Флорида, сумела добиться принятия закона о гражданских правах, который объявлял незаконной дискриминацию по признаку сексуальной ориентации на территории округа Майами-Дейд. В ответ на это выступила хорошо организованная группа консервативных христианских фундаменталистов, возглавляемая певицей Анитой Брайант. Их кампания была названа «Спасите наших детей», и Брайант утверждала, что принятие этого закона нарушает её право учить детей библейской морали.
Брайант и компания собрали 64 000 подписей, чтобы вынести на референдум графства вопрос об отмене этого закона. Благодаря фондам, частично пополняемым «Флоридской комиссией цитрусовых», представительницей которой была Брайант, они организовали рекламную кампанию на телевидении, в которой свой Парад Апельсинового Шара противопоставляли параду Дня свободы геев в Сан-Франциско, внушали жителям, что графство Дейд будет превращено в «рассадник гомосексуализма», где «мужчины… резвятся с маленькими мальчиками».
Накануне референдума в Майами приехал Джим Фостер, тогда самый сильный политический организатор в Сан-Франциско, чтобы помочь местным гей-активистам. Был организован общенациональный бойкот апельсинового сока. Однако воздействие лозунга «Спасите наших детей» оказалось более внушительным, и гей-активисты потерпели сокрушительное поражение. При рекордной за всю историю графства Дейд явке избирателей 70 % из них проголосовали за отмену принятого закона.

### «Это только политика…»
Христианские консерваторы были вдохновлены победой и стремились развить успех своего политического курса. Гей-активисты были потрясены, осознав, насколько мизерную поддержку они получили. В ночь после голосования в графстве Дейд в районе Кастро прошла стихийная демонстрация, собравшая более 3 000 участников. Геи и лесбиянки выкрикивали гневные лозунги, скандируя «Из баров — на улицы!», и одновременно ликовали, ощущая мощь и решимость своего движения. Газета The San Francisco Examiner сообщала, что по ходу движения участники демонстрации вытаскивали людей из баров вдоль улиц Кастро и Полк под оглушительные приветствия толпы. В ту ночь под предводительством Милка демонстранты безостановочно проделали восьмикилометровый марш через город. Напряжение было настолько высоким, что Милк понимал, любая длительная остановка может привести к беспорядкам и полной потере контроля над ситуацией. Он провозглашал:

Это — мощь гей-сообщества! Действия Аниты подталкивают нас к созданию мощного национального движения геев.
Оригинальный текст (англ.)This is the power of the gay community. Anita's going to create a national gay force.
Однако у активистов гей-движения времени было в обрез, чтобы успеть оправиться от поражения, поскольку сценарий графства Дейд стал повторяться, когда в течение 1977 и в начале 1978 годов законы о гражданских правах были отвергнуты избирателями в Сент-Поле (Миннесота), Уичите (Канзас) и Юджине (Орегон).
Сенатор штата Калифорния Джон Бриггс оценил перспективы кампании христианских фундаменталистов. Он намеревался стать губернатором Калифорнии в 1978 году и был впечатлён небывалой активностью избирателей, которую он наблюдал в Майами. Вернувшись в Сакраменто, Бриггс подготовил законопроект, который запрещал геям и лесбиянкам преподавать в государственных школах во всей Калифорнии. В частных беседах Бриггс утверждал, что ничего против геев не имеет, как-то раз он объяснял журналисту Рэнди Шилтсу: «Это — политика. Только политика». В Кастро участились нападения на геев. Когда стало ясно, что адекватной реакции полиции ждать бессмысленно, группы геев начали патрулировать окрестности самостоятельно для отражения нападений. 21 июня 1977 года гей по имени Роберт Хиллсборо умер от 15 ножевых ранений, в то время как нападавшие собрались вокруг него и скандировали «Педик!». И мэр Москоне, и мать Хиллсборо обвинили во всем Аниту Брайант и Джона Бриггса. За неделю до убийства Бриггс провёл пресс-конференцию в здании муниципалитета Сан-Франциско, где он назвал город «кучей сексуальных отбросов», имея в виду гомосексуалов. Несколько недель спустя 250 000 человек приняли участие в параде Дня свободы геев Сан-Франциско (San Francisco Gay Freedom Day Parade) 1977 года, который стал на тот момент самым массовым из всех гей-прайдов, когда-либо проводившихся ранее.
В ноябре 1976 года на городском референдуме была утверждена реформа избирательной системы, в результате которой каждый район Сан-Франциско стал выбирать своего кандидата на пост члена городского наблюдательного совета вместо голосования за кандидатов от всего города в целом, как это было ранее. Харви Милк начал подготовку к выборам, как главный кандидат от новообразованного Района 5, охватывающего окрестности улицы Кастро.

### Последняя кампания
«Негомосексуальная часть общественности в основном приняла эти перемены. То, чем является Сан-Франциско сегодня, и то, к чему он движется, отражает энергию и организованность гей-сообщества, его усилия по углублению интеграции в политические процессы американского мегаполиса, прославившегося своими новациями в жизненном укладе».
Общественная кампания Аниты Брайант против гомосексуалов, нацеленная на отмену законов о защите их прав по всей территории Соединённых Штатов, подстёгивала политическую активность гей-сообщества Сан-Франциско. В гонку за место в городском совете включились семнадцать кандидатов от района Кастро, больше половины из которых были геями. Торговая ассоциация Castro Village выросла до 90 фирм, местный банк, прежде самое мелкое отделение в городе, стал крупнейшим и был вынужден построить крыло, чтобы разместить новых клиентов. Хотя город имел репутацию «переполненного геями», The New York Times, ссылаясь на наблюдателей, оценивал количество проживающих там геев в 100—200 тысяч человек при общем населении города в три четверти миллиона. Биограф Милка Рэнди Шилтс отмечал, что кампанию Милка питали «более широкие исторические силы».
Самым успешным конкурентом Милка был тихий и вдумчивый адвокат Рик Стоукс, которого поддерживал демократический клуб Alice. Стоукс стал открытым геем задолго до Милка, в своей жизни прошёл через многие испытания, однажды был даже принудительно госпитализирован и подвергнут электрошоковой терапии. Милк, однако, был более последовательным выразителем проблем геев и их роли в политике Сан-Франциско. Стоукс любил повторять: «Я — всего лишь бизнесмен, который, так случилось, оказался геем», и высказывал точку зрения, что любой нормальный человек может быть гомосексуальным.
Нежелание Милка следовать концепциям популизма выливалось на страницы «Нью-Йорк Таймс»:

«Нам не нужны сочувствующие либералы, мы хотим, чтобы геи представляли геев … Я представляю геев улицы — того 14-летнего мальчика из Сан-Антонио, убежавшего из дома. Мы должны компенсировать сотни лет преследований. Мы должны дать надежду тому бедному страдающему ребёнку из Сан-Антонио. Они идут в бары, потому что церковь отвергает их. Им необходима надежда! Им необходим кусок пирога!»
Оригинальный текст (англ.)We don’t want sympathetic liberals, we want gays to represent gays … I represent the gay street people—the 14-year-old runaway from San Antonio. We have to make up for hundreds of years of persecution. We have to give hope to that poor runaway kid from San Antonio. They go to the bars because churches are hostile. They need hope! They need a piece of the pie!— Харви Милк, The New York Times, 6 ноября 1977
Милка волновали также и другие проблемы горожан: он добился расширения сферы социальных услуг для детей, введения бесплатного проезда в общественном транспорте и усиления полномочий гражданской комиссии по надзору за полицией. При каждой возможности он продвигал решения важных проблем округа. Джим Эллиот, член профсоюза водителей «Teamsters», позже вспоминал:

«Милк никогда не выступал только за права геев. Да, геи меньшинство, но есть и другие меньшинства, например, калеки или старики. Как только начинаешь копать, выясняется, что этих сообществ всё больше и больше, ты начинаешь их слушать. И вот наконец появился человек, который говорит с тобой — о тебе»
Милк использовал ту же оригинальную тактику кампании, как и в предыдущих гонках: живые рекламные щиты, часами раздаваемые рукопожатия и множество речей, призывающих гомосексуалов надеяться. На этот раз даже San Francisco Chronicle поддержала его.
В день выборов 8 ноября 1977 года Милк опередил 16 других кандидатов, набрав 30 % голосов. После того, как победа Милка стала очевидной, вновь избранный член городского совета прибыл на улицу Кастро, сидя на заднем сидении мотоцикла своей помощницы (организатора кампании) и сопровождаемый шерифом Ричардом Хонгисто в виде эскорта. В газете это шоу охарактеризовали как «шумный движущийся триумф».
Незадолго до этого у Милка появился новый любовник, молодой человек по имени Джек Лира, которого часто видели выпивающим на публике, и так же часто помощникам Милка приходилось уводить Джека с различных мероприятий. Начиная с гонки за место в Ассамблее штата Калифорния Милк стал получать все больше и больше угроз жестокой насильственной смерти. Обеспокоенный тем, что его успехи в политической деятельности делают его хорошей мишенью для убийцы, 18 ноября 1977 года Милк надиктовал магнитофонную запись, которую велел прослушать в случае своей насильственной смерти. Запись заканчивалась фразой:

«Если пуле суждено пронзить мой мозг, пусть эта пуля разнесёт дверь каждого чулана».
Оригинальный текст (англ.)If a bullet should enter my brain, let that bullet destroy every closet door.— Харви Милк, «In case…», 18 ноября 1977

## Член наблюдательного совета
Приведение Милка к присяге 8 января 1978 года стало основным содержанием заголовков центральных газет, поскольку он стал первым открытым геем, не занимавшим ранее никаких государственных постов в Соединённых Штатах, который победил на выборах в государственный орган власти.
Милк уподоблял себя пионеру афроамериканского бейсбола Джеки Робинсону, в 1940-х годах положившему конец расовой дискриминации в американском профессиональном спорте, и шёл к зданию муниципалитета (City Hall) под руку с Джеком Лирой, заявляя при этом:

Вы можете выстроиться вокруг и бросать кирпичи в этот дурдом, а можете захватить его. Извольте, мы уже здесь.
Оригинальный текст (англ.)You can stand around and throw bricks at Silly Hall or you can take it over. Well, here we are.
Округ Кастро был не единственным районом, продвинувшим новое имя в городскую политику. Мать-одиночка Кэрол Рут Сильвер, американец китайского происхождения Гордон Лау и афроамериканка Элла Хилл Хатч были также впервые приведены к присяге вместе с Милком и Дэниелом Уайтом, бывшим полицейским и пожарным, который рассказывал о том, как он гордится, что его бабушка смогла стать свидетелем его инаугурации.
Напористость Милка, его непредсказуемость и склонность к ребяческим розыгрышам время от времени вызывали раздражение у президента Совета наблюдателей Дайэнн Файнстайн. На своей первой встрече с мэром Москоне Милк назвал себя «королевой номер один» и указал Москоне, что тот должен сотрудничать с Милком, а не с демократическим клубом Alice, если он хочет получить голоса гомосексуалов — четверть голосов всех избирателей в Сан-Франциско. Милк, однако, стал самым близким союзником Москоне в Совете наблюдателей. Наибольшую ярость Милка вызывали крупные корпорации и застройщики. Он буквально кипел, когда было намечено отдать место жилого квартала вблизи центра города под строительство гаражей, и попытался провести закон о пригородном налоге, согласно которому конторские служащие, живущие вне города и ездящие оттуда на работу, должны будут платить городу за услуги, которыми они пользовались.
Милк часто был настроен голосовать против законопроектов Дайэнн Файнстайн и других постоянных членов Совета. Поначалу он согласился поддержать инициативу наблюдателя Дэна Уайта, район которого был расположен в двух милях к югу от Кастро, о том, что психиатрическая клиника для трудных подростков должна быть перенесена из старого здания женского монастыря. Однако после того, как Милк изучил больше информации об этой клинике, он решил голосовать против, тем самым обрекая это предложение Уайта — один из пунктов его предвыборной кампании — на провал. Уайт этого Милку не простил. С тех пор он выступал против каждой инициативы Милка и тех поправок к законопроектам, которые тот поддерживал.
Милк начал свою деятельность в Совете, продвигая закон о гражданских правах, который объявлял вне закона дискриминацию по признаку сексуальной ориентации. Предложенный Милком законопроект признали «самым жёстким и всеобъемлющим из существующих аналогов в стране», и, как писала «Нью-Йорк Таймс», его принятие продемонстрировало «рост политической силы гомосексуалов». Против законопроекта проголосовал только один наблюдатель — Дэн Уайт. Мэр Москоне с энтузиазмом подписал принятый закон светло-голубой ручкой, которую Милк вручил ему специально для этого случая.
Второй законопроект, на котором сосредоточился Милк, был призван решить проблему, названную, согласно проведённому накануне общегородскому опросу, проблемой номер один в городе: засилье собачьих экскрементов. Примерно через месяц после вступления в должность Милк начал разрабатывать проект закона, согласно которому владельцы собак обязаны были бы убирать экскременты за своими питомцами. Проект прозвали «кучко-совочным законом» (pooper scooper law), и его принятие Советом наблюдателей сопровождалось возбуждённой шумихой на телевидении и в газетах Сан-Франциско.
Энн Кроненберг, организатор предвыборной кампании Милка, назвала его «мастером виртуозного газетного самопиара». Он пригласил прессу в Duboce Park, где намеревался объяснить, почему этот законопроект так необходим, и в разгар интервью, находясь в кадре работающих телекамер, случайно вступил ногой в гадкую субстанцию. Его штатные сотрудники, однако, знали, что Милк был в парке за час до начала пресс-конференции, тщательно подыскивая подходящее место для своей прогулки перед телекамерами. Эта история вызвала наибольшее количество писем поддержки в адрес Милка за весь срок его пребывания в политике, а телесюжет попал в национальные выпуски новостей.
Милк и Лира вскоре разошлись, но несколько недель спустя Лира позвонил Милку и потребовал, чтобы тот приехал к нему домой. Когда Милк прибыл, Лира был уже мёртв — он повесился. И без того склонного к серьёзным депрессиям, его окончательно сломила разворачивающаяся кампания Джона Бриггса и Аниты Брайант.

### Инициатива Бриггса
В 1978 году Джон Бриггс был вынужден выпасть из гонки за пост губернатора Калифорнии, но получил восторженную поддержку предложенной им «Поправки 6» (Proposition 6), прозванной «Инициативой Бриггса». Предложенный закон подвергал принудительному увольнению из государственных школ учителей-геев, а также сотрудников, поддерживающих права геев. Бриггс объехал всю Калифорнию с выступлениями в поддержку своей шестой поправки; Харви Милк по всему штату проводил свою кампанию против «Поправки 6», следуя за ним и посещая каждое его выступление. Милк клялся, что даже если Бриггс сумеет выиграть в Калифорнии в целом, ему не удастся победить в Сан-Франциско.
В их многочисленных дебатах, которые к концу кампании превратились в обмен остротами, Бриггс утверждал, что учителя-геи хотят насиловать детей, и что, глядя на учителей, дети тоже станут геями. Милк отвечал ему данными официальной статистики, согласно которым в подавляющем большинстве случаев педофилами оказывались гетеросексуалы, и парировал аргументы Бриггса сарказмом:

«Если бы дети действительно подражали своим учителям, то вокруг вас наверняка сейчас бегала бы чёртова армия монахинь».
Оригинальный текст (англ.)If it were true that children mimicked their teachers, you'd sure have a helluva lot more nuns running around
Чувство юмора и страсть к розыгрышам не покидали Милка даже в самые острые моменты. Профессор университета и открытая лесбиянка Салли Герхард, с которой Милк должен был вместе участвовать в теледебатах с Бриггсом, вспоминала, как, готовясь к дебатам, они договорились, что постараются вести себя максимально консервативно, чтобы лишний раз не вызвать отторжения у зрителей. И когда настало время ехать на телестудию, Милк вдруг позвонил Салли и взволнованно заявил ей: «Какой ужас, я потерял свои серёжки! Что же теперь делать?!» Его соратница была ошарашена, она не сразу поняла, что Милк над ней просто подшучивает.
Значительно возросла массовость Парадов гордости, состоявшихся летом 1978 года в Лос-Анджелесе и Сан-Франциско. В параде Дня свободы геев в Сан-Франциско приняли участие, по разным оценкам, от 250 000 до 375 000 человек. Газеты утверждали, что рост числа участников прайдов явился реакцией на кампанию Джона Бриггса. Организаторы парада в Сан-Франциско попросили участников нести таблички с названиями их родных городов, чтобы телекамеры могли показать, из каких отдалённых уголков прибыли люди в район Кастро. Милк ехал, сидя на крыше автомобиля и держа плакат, на котором было написано: «Я из Вудмера, Нью-Йорк». Энн Кроненберг, которая вела эту машину, рассказывала, что была в ужасе — Милк ехал на виду у всего города, Энн была уверена, что его сейчас застрелят. Однако Милк на беспокойство своей помощницы ответил, что это может случиться в любой день, в любую минуту, в любом месте, а потому предложил перестать переживать из-за этих угроз. С трибуны у здания муниципалитета он произнёс свою самую известную речь, получившую название «Речь Надежды». Газета The San Francisco Examiner писала, что Милк буквально «зажёг толпу»:
В этот день годовщины Стоунволла я прошу, чтобы мои братья и сестры геи пообещали бороться. Для себя, для своей свободы, для своей страны … Мы не сможем отвоевать наши права, тихо прячась в чуланах … Мы выходим, чтобы бороться с ложью, мифами, предрассудками. Мы выходим, чтобы сказать правду о геях, потому что я устал от замалчивания, я начинаю говорить об этом сейчас. И я хочу, чтобы вы говорили об этом. Вы должны открыться. Открыться перед вашими родителями, вашими родственниками. Я знаю, что это тяжело и причинит им боль, но подумайте, какую они причинят боль вам в кабинке для голосования!
 
Откройтесь вашим родственникам, откройтесь вашим друзьям, если они действительно ваши друзья. Откройтесь вашим соседям, вашим коллегам, людям, которые работают в тех местах, где вы обедаете или делаете покупки, откройтесь только тем людям, которых вы знаете, и кто знает вас. Никому больше. Но раз и навсегда сломайте мифы, разрушьте ложь и подтасовки. Ради вас. Ради них. Ради тех мальчиков, напуганных итогами голосования в Дейде и Юджине.Харви Милк, «Речь надежды», 25 июня 1978
| «Инициатива Бриггса» (Proposition 6) | «Инициатива Бриггса» (Proposition 6) | «Инициатива Бриггса» (Proposition 6) | «Инициатива Бриггса» (Proposition 6) | «Инициатива Бриггса» (Proposition 6) |
| Принято или нет                      | Принято или нет                      | Голосов                              | В процентах                          |                                      |
| ------------------------------------ | ------------------------------------ | ------------------------------------ | ------------------------------------ | ------------------------------------ |
| Нет                                  | Нет                                  | 3 969 120                            | 58.4 %                               |                                      |
| Да                                   | Да                                   | 2 823 293                            | 41,6 %                               |                                      |
| Недействительные бюллетени           | Недействительные бюллетени           | 339 797                              | 4,7 %                                |                                      |
| Всего                                | Всего                                | 7 132 210                            | 100.00 %                             |                                      |
| Явка избирателей                     | Явка избирателей                     | 70,41 %                              | 70,41 %                              |                                      |

Несмотря на череду провалов и неудач в отстаивании своих прав, которую в том году пришлось претерпеть гей-движению по всей стране, Милк сохранял оптимизм. Он говорил: «Даже если геи проигрывают в этих кампаниях, люди всё-таки просвещаются. Из-за Аниты Брайант и графства Дейд вся страна получила больше информации о гомосексуальности, чем когда-либо прежде. Первая реакция всегда — враждебность, но затем вы уже можете сесть и начать говорить об этом».
Указывая на возможные потенциальные нарушения прав граждан, бывший губернатор Калифорнии Рональд Рейган высказал своё неприятие поправки Бриггса. Против неё также выступили губернатор Джерри Браун и президент США Джимми Картер, который, спохватившись, сказал несколько слов уже после окончания своей речи в Сакраменто.
По результатам голосования 7 ноября 1978 года поправка была отклонена, для её принятия не хватило более миллиона голосов, что повергло в изумление гей-активистов в ночь после референдума. В Сан-Франциско против «инициативы Бриггса» проголосовали 75 % горожан.

## Убийство
10 ноября 1978 года, спустя десять месяцев после приведения к присяге, Дэн Уайт оставил свой пост члена Городского наблюдательного совета Сан-Франциско, мотивируя свой уход тем, что его ежегодной зарплаты в 9 600 долларов не хватает, чтобы прокормить семью. Значительно сократились и доходы Милка, поскольку за месяц до этого он и Скотт Смит были вынуждены закрыть фотоателье Castro Camera. На место Уайта мэр должен был назначить преемника, что вызвало обеспокоенность в некоторых деловых кругах города и среди избирателей Уайта, поскольку это означало, что Москоне получал возможность изменить расклад сил в Совете наблюдателей в свою пользу, и кроме того, консервативный район Уайта мог в результате получить либерального представителя. Сторонники Уайта убедили его отозвать своё прошение об отставке и постараться уговорить Москоне вернуть его в Совет, обещая Уайту финансовую поддержку. Тем временем некоторые из либеральных городских лидеров активно уговаривали Москоне отказать Уайту в его просьбах. Особую настойчивость в этом проявляли Харви Милк, его коллега Кэрол Рут Сильвер и тогдашний член законодательной Ассамблеи Калифорнии Вилли Браун.
В течение нескольких дней Уайт упрашивал мэра вернуть ему пост, и Москоне поначалу согласился. Однако дальнейшее рассмотрение (а также давление со стороны других членов Совета) убедило мэра назначить на его место кого-то более соответствующего либеральным настроениям Совета наблюдателей. 18 ноября жители Сан-Франциско были шокированы известием об убийстве в Джонстауне члена Палаты представителей США от штата Калифорния Лео Райана, который инспектировал отдалённое поселение общины «Храма народов» в Гайане. На следующий день город ожидало новое потрясение — из Гайаны начала поступать информация о массовом самоубийстве членов «Храма народов». Число умерших превысило 900 человек, многие из которых были выходцами из Сан-Франциско. Город погрузился в траур, и решение проблемы вакантного места Уайта в Совете наблюдателей было отложено на несколько дней. В связи с трагедией в Джонстауне мэр Москоне принял меры по усилению безопасности в здании муниципалитета.
27 ноября 1978 года, в день, когда Москоне собирался официально объявить о назначении нового наблюдателя на освободившееся место, Дэн Уайт положил в карман пальто заряженный револьвер, остававшийся у него со времён службы в полиции, и десять дополнительных патронов к нему. За полчаса до пресс-конференции Москоне Уайт проник в здание муниципалитета через подвальное окно, тем самым миновав рамку металлоискателя на входе в здание. Он прошёл в офис Москоне, где снова стал требовать от мэра вернуть его в Совет наблюдателей. Их разговор перешёл на повышенные тона, и Москоне, стремясь избежать неприятной публичной сцены, предложил Уайту перейти в отдельный кабинет. Вскоре очевидцы услышали крики и выстрелы. Первые две пули попали мэру в плечо и грудь, а когда тот упал, Уайт в упор произвёл ещё два выстрела в голову Москоне.
Дайэнн Файнстайн видела, как Уайт вышел из кабинета мэра, и окликнула его вслед, но Уайт, не останавливаясь, лишь резко бросил: «Мне сначала нужно ещё кое-что сделать». На ходу перезаряжая револьвер экспансивными патронами, Уайт быстро прошёл в свой прежний офис, по пути перехватив Харви Милка и попросив его на минутку зайти с ним в кабинет.
Как только дверь за ними закрылась, Уайт вытащил револьвер. Милк воскликнул: «О, нет! Нет!…» — инстинктивно пытаясь закрыться руками. Первая пуля попала в запястье Милка. Уайт продолжал стрелять, следующими выстрелами дважды поразив Милка в грудь. Милк упал. Четвёртый и пятый выстрел Уайт произвёл ему в голову, уже лежащему на полу в луже крови.
Услышав выстрелы, Дайэнн Файнстайн вызвала полицию. Уайт скрылся с места преступления прежде, чем она вошла в кабинет и обнаружила тело Милка. Файнстайн была так напугана и потрясена, что после опознания тел убитых ей стало плохо, и ей потребовалась помощь со стороны начальника полиции. Файнстайн первая объявила собравшимся журналистам:

«Сегодня Сан-Франциско испытал двойную трагедию огромного масштаба. Как президент Совета наблюдателей, считаю своим долгом сообщить, что мэр Москоне и наблюдатель Харви Милк были застрелены»,
Оригинальный текст (англ.)Today San Francisco has experienced a double tragedy of immense proportions. As President of the Board of Supervisors, it is my duty to inform you that both Mayor Moscone and Supervisor Harvey Milk have been shot and killed.
— затем, переждав возгласы ошеломлённых репортёров, добавила:

«Подозреваемый — наблюдатель Дэн Уайт».
Милку было 48 лет. Москоне — 49.
В течение следующего часа Дэн Уайт вызвал свою жену, которая обедала неподалёку. Она встретилась с ним в церкви и сопроводила Уайта в полицию, где он признался в том, что стрелял в Москоне и Милка, но отказался признать, что сделал это преднамеренно. Известие о трагедии уже облетело город, люди стали собираться у здания муниципалитета, приносили цветы и клали их на ступени у входа. В тот же вечер на улице Кастро начали собираться горожане, чтобы пройти в поминальном шествии с зажжёнными свечами к месту гибели своих уважаемых сограждан. В шествии приняли участие от 25 до 40 тысяч человек. Светящаяся река людей растянулась на полторы мили во всю ширину Маркет-стрит (видео). На следующий день тела Москоне и Милка были принесены к ротонде здания муниципалитета, где люди прощались с ними и воздавали им последние почести.

### «Город в отчаянии»
В дни, когда Сан-Франциско переживал трагедию убийства Милка и Москоне, уцелевшие члены «Храма народов» занимались подготовкой к очередным актам самоубийств, которым Джим Джонс дал название «Белые ночи». По городу поползли слухи, питаемые совпадением фамилии Уайта (White) с названием готовящейся акции Джима Джонса (White Nights). Ошеломлённый окружной прокурор назвал «непостижимым» совпадение по времени этих событий, но отрицал любую связь между ними. Губернатор Джерри Браун отдал распоряжение приспустить флаги по всей Калифорнии и охарактеризовал Милка как «трудолюбивого и преданного депутата, лидера гей-сообщества Сан-Франциско, который сдержал своё обещание достойно представлять всех своих избирателей». Президент Джимми Картер сказал, что был шокирован известием об этих убийствах, и выразил свои соболезнования. Спикер Ассамблеи штата Калифорнии Лео Маккарти назвал произошедшее «безумной трагедией».
<…> Фотоателье и штаб кампании [Харви Милка] в доме 575 по улице Кастро и его квартира наверху были центром общественной деятельности по широкому спектру прав человека, экологическим, рабочим и местным проблемам. Нелёгкий труд Харви Милка и его достижения во имя всех жителей Сан-Франциско удостоили его всеобщего уважения и поддержки. Его жизнь служит источником вдохновения для всех людей, стремящихся к торжеству равных возможностей и ликвидации нетерпимости.
«Город в отчаянии» — с такой шапкой вышла газета The San Francisco Examiner на следующий день после случившегося. История двойного убийства под заголовком «Чёрный понедельник» публиковалась бок о бок с обновлённым списком жертв, тела которых отправляли домой из Гайаны. Автор передовицы, описывающей «город, переполненный такой печалью и отчаянием в сердце, какую не испытывал ни один другой город», задавался вопросом, как могут допускаться подобные трагедии, особенно с «людьми такой душевной теплоты, кругозора и энергии». В ежемесячном криминальном обозрении 1978-й и 1979-й годы были названы «наиболее эмоционально разрушительными годами в неимоверно контрастной истории Сан-Франциско».
Когда друзья Милка искали в его шкафу костюм для похорон, они увидели, насколько сильно затронуло Милка недавнее снижение зарплаты наблюдателям. Вся его одежда обветшала, носки были в дырах. Харви Милка кремировали, и его прах был разделён на части. Бо́льшая часть праха была рассеяна над заливом Сан-Франциско его самыми близкими друзьями. Другая часть была помещена в капсулу и захоронена под тротуаром 575 дома по улице Кастро, где было расположено фотоателье Castro Camera. Распоряжением исполнявшей обязанности мэра Дайэнн Файнстайн место Милка в Совете наблюдателей занял Гарри Бритт — один из тех четверых людей, кого Милк упомянул в своей записи, приготовленной им на случай своего убийства, в качестве приемлемой замены.

### Суд над Дэном Уайтом
Милк и Уайт в начале их совместной работы были в хороших отношениях. Один из политических помощников Уайта, гей, вспоминал: «Дэн имел больше общего с Харви, чем с кем-либо другим из городского совета». Уайт голосовал в поддержку центра для пожилых геев и награждения Дэл Мартин и Филлис Лайон в 25-летний юбилей их общественной деятельности. Однако после того, как Милк отказался поддержать проект Уайта о переносе психиатрической лечебницы для подростков, тот перестал разговаривать с Милком, а общался только с одним из его помощников. Помощник, который обеспечивал контакт между Милком и Уайтом, вспоминал: «Разговаривая с ним, я понял, что он видел в Харви Милке и Джордже Москоне воплощение всего зла в этом мире».
Дэн Уайт, которому было предъявлено обвинение в двойном убийстве, содержался под стражей без возможности выхода на свободу под залог. Согласно принятой незадолго до этого поправке в закон штата, ему грозила смертная казнь или пожизненное заключение за убийство должностного лица. События, сопровождавшие арест Дэна Уайта и суд над ним, стали иллюстрацией серьёзной напряжённости в отношениях между либеральной частью населения и городской полицией. Полицейские Сан-Франциско были в основном потомками ирландских рабочих, которым очень не нравилась растущая миграция геев в их город и либеральные руководители в городском правительстве. После того, как Уайт во всём признался и содержался в камере, его бывшие коллеги из силовых органов рассказывали анекдоты про Харви Милка, полицейские в дни после убийства открыто носили футболки с надписью «Свободу Дэну Уайту». Заместитель шерифа Сан-Франциско позже отмечал: «Чем больше я наблюдал за отношением к Уайту в тюрьме, тем меньше я видел в его поступке действия отдельного человека и все больше видел в этом политический акт политического движения». Уайт не демонстрировал признаков раскаяния в содеянном, и лишь единственный раз он утратил самоуверенность во время восьмиминутного телефонного разговора из тюрьмы со своей матерью.
Коллегия присяжных, сформированная для судебного разбирательства, состояла из белых представителей среднего класса Сан-Франциско, которые были в основном католиками. Геи и представители этнических меньшинств были исключены из состава коллегии. Присяжные явно симпатизировали обвиняемому: по свидетельствам очевидцев, некоторые из присяжных прослезились, когда Уайт произнёс своё эмоциональное признание, в конце которого судья поблагодарил Уайта за его честность.
В ходе судебного разбирательства адвокат Уайта Дуг Шмидт утверждал, что его подзащитный не мог отвечать за свои действия в момент совершения преступления. Он настаивал, что Уайт был в состоянии ограниченной вменяемости: «Хорошие люди, прекрасные люди, с прекрасной биографией, не способны на хладнокровное убийство». Шмидт пытался доказать, что неуравновешенное душевное состояние Уайта явилось результатом целенаправленных манипуляций политиканов из муниципалитета, которые последовательно выводили его из себя и сбивали его с толку, и в конце концов пообещали вернуть ему работу только для того, чтобы в очередной раз ему отказать. Кроме того, адвокат утверждал, что ухудшение психического состояния Уайта усугубилось из-за его злоупотребления фастфудом в ночь перед убийством, при том что ранее он был известен как приверженец здорового питания.
21 мая 1979 года суд оправдал Уайта по обвинению в убийстве первой степени, но он был признан виновным в убийстве в состоянии аффекта в отношении обеих жертв и приговорён к тюремному заключению на срок семь лет и восемь месяцев. Когда огласили приговор, Уайт заплакал.
Местные газеты подхватили и широко растиражировали аргумент защиты, связанный со злоупотреблением фастфудом, окрестив этот метод «защитой Твинки». Из сообщений газет можно было сделать вывод, что «переедание» было единственным основанием для смягчения приговора Дэну Уайту, что вызвало возмущение у многих жителей города.

### Бунт «Белой ночи»
И. о. мэра Дайэнн Файнстайн, член Совета наблюдателей Кэрол Рут Сильвер и преемник Милка Гарри Бритт осудили решение присяжных. Когда о приговоре объявили по внутреннему полицейскому радио, кто-то на полицейской волне пропел «Danny Boy», популярную ирландскую балладу, считавшуюся неофициальным гимном ирландцев. Волна людей из района Кастро двинулась к зданию муниципалитета, неся транспаранты и скандируя «Мы требуем правосудия», «Прекратить нападения на лесбиянок и геев», «Он избежал наказания за убийство», «Отомстим за Харви Милка». Обстановка стремительно накалялась, в двери здания муниципалитета полетели камни. Друзья Милка и его помощники попытались остановить погром, но толпа из более чем трёх тысяч человек проигнорировала их призывы, люди начали поджигать патрульные полицейские автомобили. Они просовывали сквозь дыры в разбитых дверях муниципалитета горящие пачки газет и приветствовали криками, когда огонь разгорался. Один из мятежников на вопрос репортёра, почему они громят всё вокруг, ответил:

«А вы скажите людям, что мы съели слишком много „Twinkies“. Именно в этом всё дело».Оригинальный текст (англ.)Just tell people that we ate too many Twinkies. That's why this is happening
Начальник полиции приказал полицейским не принимать ответных мер, но при этом удерживать занятые позиции. Бунт «Белой ночи» (White Night riots), как впоследствии были названы эти беспорядки, продлился несколько часов.
Позднее тем же вечером 21 мая 1979 года, несколько патрульных машин, заполненных полицейскими в специальной защитной экипировке, прибыли к бару «Elephant Walk» на улице Кастро. Протеже Харви Милка Клив Джонс и репортёр San Francisco Chronicle Уоррен Хинкл стали свидетелями того, как полицейские вломились в бар и стали избивать без разбору всех, кто там находился. После 15-минутного побоища они покинули бар и стали нападать на прохожих на улице. В конце концов начальник полиции отозвал наряды из района Кастро. К утру 61 полицейский и 100 участников бунта, а также пострадавшие жители района Кастро были госпитализированы. Зданию муниципалитета, полицейским патрульным машинам и бару «Elephant Walk» был нанесён ущерб, превысивший 1 000 000 долларов.
После оглашения вердикта по делу Уайта окружной прокурор Джозеф Фрейтас, выступавший обвинителем на процессе, предстал перед разъярённым гей-сообществом, чтобы объяснить, как стал возможен подобный приговор. Фрейтас признался в том, что Уайт вызывал у него жалость, что он не стал задавать вопросы следователю, который вёл дело (и который был другом детства Уайта и тренером его команды по софтболу), о его предвзятом отношении к обвиняемому и о том содействии, которое оказывала полиция Уайту во время следствия. Как объяснял Фрейтас, эти вопросы он не задал, чтобы не ставить детектива в неловкое положение перед судом. Фрейтас не вступил в дебаты с защитой по поводу душевного состояния Уайта в момент убийства, не обратил внимание присяжных на отсутствие документов о каких-либо психических расстройствах Уайта, не привёл он в качестве аргумента последние события в городской политике, из которых можно было бы сделать предположение, что поводом для убийства была личная месть.
Наблюдатель Кэрол Рут Сильвер была единственным свидетелем, которая сообщила присяжным о существовавшей напряжённости в отношениях между Милком и Уайтом, при этом ей пришлось самостоятельно связываться с обвинителем и настоять на том, чтобы её вызвали в суд для дачи показаний. Фрейтас сетовал на то, что внимание присяжных «целиком захватила эмоциональная сторона этого дела».

### Последствия
Убийство Милка и Москоне и суд над Уайтом привели к изменениям в городской политике Сан-Франциско и калифорнийской правовой системе. В 1980 году в Сан-Франциско прекратили избирать членов городского совета от отдельных округов, посчитав, что подобный конфликтный состав Совета наблюдателей наносит вред городу и явился одним из факторов произошедшей трагедии. Однако развернувшаяся в середине 1990-х годов широкая общественная кампания привела к тому, что в 2000 году город возвратился к выборам представителей от районов. Следствием судебного процесса над Дэном Уайтом стал проведённый референдум по изменению уголовного законодательства Калифорнии. Принятые по его итогам поправки преследовали цель снизить вероятность оправдания обвиняемых, которые, совершив предумышленное преступление, затем на суде заявляли о своей неполной адекватности в тот момент. «Ограниченная вменяемость» была отменена, как допустимый аргумент для присяжных, но судьи принимали во внимание подобные свидетельства при определении сроков и характера наказания осуждённых.
История с «защитой Twinkie» вошла в американскую мифологию, поданная газетчиками как случай, когда убийца избежал правосудия, заявив, что объелся нездоровой пищей. San Francisco Chronicle впоследствии писала, что упоминание о нездоровой пище вовсе не было основным аргументом защиты. Защита обосновывала ограниченную вменяемость Уайта в момент убийства его депрессией из-за неудач в бизнесе и в его работе наблюдателя, использовала слабость аргументов обвинения, которое считало дело очевидным и оказалось не готово к серьёзному отпору, и играла на чувствах консервативного состава жюри присяжных. Упоминание фастфуда было лишь незначительным эпизодом в аргументации защиты, как впоследствии утверждал адвокат Уайта.
Дэн Уайт пробыл в тюрьме чуть более пяти лет и был досрочно освобождён за хорошее поведение. 22 октября 1985 года, спустя полтора года после своего освобождения, Уайт был найден мёртвым в автомобиле с работающим двигателем в гараже его бывшей жены. Ему было 39 лет. Поверенный адвокат Уайта заявил репортёрам, что Уайт остро переживал распад своей семьи и был подавлен из-за всего случившегося. «Это был больной человек», — добавил адвокат.

## След в истории

### Политический вклад
Целью политической деятельности Харви Милка были попытки сделать власть отзывчивой к людям, уважающей права и свободы гомосексуалов, признающей приоритет интересов жителей районов перед общегородскими интересами. Каждая его следующая избирательная кампания вбирала в себя новые направления, углубляя и расширяя политическую философию Милка. Его первая избирательная кампания 1973 года была сфокусирована в основном на положении владельцев малых предприятий в Сан-Франциско (вотчине крупных корпораций, обслуживаемых городскими властями), интересы которых не были представлены и игнорировались. Хотя Милк не скрывал факт того, что был геем, этот аспект не выходил на передний план вплоть до избирательной кампании в Ассамблею штата Калифорния в 1976 году. Однако уже в 1977 году тема прав геев стала центральным лейтмотивом кампании Милка за пост в городском Совете наблюдателей, как следствие всё более глубокого осознания им идей свободы личности и прав человека.
Милк был абсолютно убеждён, что укрепление влияния сообществ жителей районов способствует гармонии жизни города и стимулирует реализацию местного опыта, и что район Кастро должен окружить заботой каждого его жителя. При том, что у геев района Кастро не было детей, Милк выступал против закрытия начальной школы, он видел потенциал своего района, готового приветствовать и принять всех желающих. Своим помощникам Милк давал задание избавиться от колдобин на улицах и гордился тем, что благодаря его усилиям в его пятом избирательном округе были установлены 50 новых светофоров. Реагируя на многочисленные жалобы жителей города по поводу животрепещущей для Сан-Франциско проблемы — собачьих экскрементов, Милк в приоритетом порядке добился принятия постановления, обязавшего владельцев собак убирать за своими питомцами. Рэнди Шилтс, биограф Милка, писал:

Кто-то станет утверждать, что Харви был социалистом или приверженцем какой-нибудь другой идеологии, но на самом деле политическая философия Харви никогда не была сложнее, чем проблема собачьего дерьма. Он считал, что правительство должно решать насущные проблемы людей.
Масштаб воздействия, которое Милк оказал на политику Сан-Франциско, профессор по коммуникациям университета Нью-Мексико Карен Фосс объясняет тем, что Милк не был похож ни на кого из тех, кто когда-либо занимал высокие посты в руководстве города. Она пишет:

Милк оказался очень энергичной, харизматической личностью, человеком, обожавшим эффектные артистичные поступки и настроенным только на победу… Используя заразительные шутки, умение уступать в споре, свою убеждённость и своеобразный статус «своего среди чужих», Милк сумел создать климат, в котором диалог о проблемах стал возможным. Он также находил возможность учитывать самые противоречивые мнения множества своих избирателей.
Милк проявил себя вдохновенным оратором ещё во время своей первой кампании 1973 года, и его красноречие только улучшилось к моменту избрания его городским наблюдателем. Самые знаменитые его выступления, которые стали главным элементом на протяжении всей его политической карьеры, получили известность под названием «Речь надежды». Эти выступления Милк начинал фразой, обыгрывающей обвинения в адрес геев, что они якобы вербуют впечатлительную молодёжь в свои ряды: «Я — Харви Милк. И я хочу вас завербовать!» «Речь надежды», которую Милк произнёс незадолго до своей гибели, по мнению его друзей и помощников была лучшей, и финал её был наиболее эффектным:

Открывшиеся молодые геи из Алтуны в Пенсильвании и из Ричмонда в Миннесоте слышат теперь по телевизору Аниту Брайант и её рассказы. Они должны смотреть вперёд только с единственным чувством — чувством надежды. И вы должны дать им эту надежду. Надежду на лучший мир, надежду на лучшее завтра, надежду на лучшее место, куда можно уехать, если давление у них дома станет невыносимым. Надежду, что всё будет в порядке.

Без надежды не только геи, но и афроамериканцы, и старики, и инвалиды, мы, все мы сдадимся. И когда вы помогаете тому, чтобы больше геев оказались избранными в центральный комитет или другие органы власти, это даёт зелёный свет всем, кто чувствует себя бесправным, зелёный свет, дающий возможность двигаться вперёд. Это даёт надежду всей нации, потому что, если гомосексуал сумел этого добиться, значит двери открыты для всех.
В последний год своей жизни Милк делал особый акцент на том, что геи должны открыть себя обществу, что это поможет положить конец дискриминации и насилию против них. Хотя Милк так и не успел рассказать о своей гомосексуальности своей матери, которая умерла много лет назад, в своём прощальном послании, записанном на плёнку на случай его насильственной смерти, он призывал других геев сделать это:

Я не смогу избавить людей от чувства гнева, горечи или ярости, но я надеюсь, что они используют эту горечь и эту ярость не для того, чтобы это демонстрировать или что-нибудь в этом роде, я надеюсь, что они придут к власти, я хочу надеяться, что пять, десять, сто, тысяча человек поднимутся. Я хотел бы видеть, что каждый гей-доктор откроется, каждый гей-адвокат, каждый гей-архитектор откроется, что они встанут и заявят о себе этому миру. Это положило бы конец предубеждениям быстрее, чем кто-либо может вообразить. Я призываю сделать это, призываю открыться. Только таким путём мы начнём добиваться соблюдения наших прав.
Тем не менее убийство Милка и эффективность его политической деятельности оказались неразрывно переплетены друг с другом отчасти потому, что Милк был убит в зените своей популярности. Историк Нил Миллер писал: «До сих пор никто из современных американских гей-лидеров не сумел достичь при жизни тех высот, на которые вознесла Милка его смерть». Наследие Милка оказалось неоднозначным. Рэнди Шилтс, завершая своё биографическое исследование, пишет, что успех Милка, его убийство и неизбежная несправедливость приговора Уайту отражают реалии жизни всех геев. Жизнь Милка была «метафорой судьбы геев в Америке». Согласно свидетельству Фрэнсис Фицджеральд, знамя, выпавшее из рук Харви Милка, не было подхвачено на протяжении многих лет после его смерти:

В Кастро видели в нём мученика, но восприняли его мученичество как конец, а не как начало. Он умер, а с ним, казалось, умерла и значительная доля оптимизма жителей Кастро, их идеализм и амбиции. Кастро не нашёл никого, кто смог бы продолжить дело Милка, а возможно, никто и не хотел.
Помощник и ученик Милка Клив Джонс полагал, что при столь короткой политической карьере Милка его смерть приобрела большее значение, чем его жизнь: «Убийство Милка и последовавшая затем ответная реакция сделали полноправное участие геев и лесбиянок в политической жизни постоянным и неоспоримым».

### Память
Вечером после убийства Харви Милка его преемник на посту в городском наблюдательном совете Гарри Бритт сказал о нём:

«Вопреки тому, какое представление мир пытается внушить нам о самих себе, мы способны быть прекрасными, способны обрести гармонию в своей душе. Харви был пророком… он жил предвидением… Что-то особенное должно произойти в этом городе, и оно будет носить имя Харви Милка»
Сан-Франциско отдал дань памяти Милку, увековечив его имя на карте города. Огромный флаг гей-прайда развевается на площади Харви Милка, на пересечении улиц Маркет и Кастро. Демократический клуб геев Сан-Франциско в 1978 году был назван именем Харви Милка — «Harvey Milk LGBT Democratic Club». В Сан-Франциско имя Харви Милка носит развлекательный культурный центр Harvey Milk Recreational Arts Center и общеобразовательная школа Harvey Milk Civil Rights Academy. В 1985 году в Нью-Йорке была открыта средняя школа имени Харви Милка для гомосексуальных подростков.
В 1982 году внештатный репортёр Рэнди Шилтс закончил первую биографическую книгу о Харви Милке, названную «Мэр улицы Кастро». Шилтс писал эту книгу в то время, когда не мог найти постоянную работу, будучи открытым геем. Снятый Робом Эпстайном в 1984 году документальный фильм «Времена Харви Милка» (The Times of Harvey Milk), основанный на материалах книги Шилтса, получил премию «Оскар» Американской академии киноискусства в номинации «лучший документальный фильм». Режиссёр Роб Эпстайн позднее рассказывал, почему он выбрал историю жизни Милка темой для своего фильма:

В то время, как нам, жителям Сан-Франциско, казалось, что наша жизнь полностью перевернулась, что внимание всего человечества приковано к нам, большая часть мира за пределами Сан-Франциско, на самом деле, не имела об этом ни малейшего понятия.

Для них это был просто небольшой эпизод из хроники местных провинциальных новостей о том, что в Сан-Франциско убили мэра и члена муниципального совета. Эта история не получила тогда большого резонанса.
Милку был посвящён мюзикл под названием «Шоу Харви Милка», премьера которого состоялась в Атланте в 1991 году. В 1995 году театральной публике Хьюстона, а затем Нью-Йорка была представлена опера «Харви Милк», в которой её автор, Стюарт Уоллес, «мифологизировал Милка в качестве символа рождения современного движения за права геев». На следующий год опера была поставлена в Сан-Франциско в театре «Orpheum Theatre».
Журнал Time в 1999 году включил Харви Милка в список «100 самых выдающихся личностей XX столетия» в номинации «Heroes and Icons», как «символ того, чего геи могут добиться в жизни, и тех опасностей, с которыми они сталкиваются на этом пути». Time писал, что ни один человек не был в состоянии в одиночку изменить негативное отношение общества к геям, но единичные яркие личности способны были своим примером заставить геев поверить в то, что им необходимо прекратить прятаться. Милк знал, что «первопричиной тяжёлого положения геев была их невидимость, <…> и никто лучше самого Милка не понимал, насколько его публичная деятельность влияла на множество частных человеческих судеб».
В 2007 году журнал The Advocate, назвав Милка в числе «40 героев», привёл слова Дайэнн Файнстайн:

Его гомосексуальность дала ему возможность прочувствовать ту боль, которую испытывает любой притесняемый человек. Он верил, что никакая жертва не будет слишком большой ценой, чтобы заплатить её за защиту прав человека.
Художественный фильм о жизни Милка вышел в свет в 2008 году после 15 лет безуспешных попыток воплотить идею его создания. В этой ленте, снятой режиссёром Гасом Ван Сентом (открытым геем), роль Милка сыграл Шон Пенн, а роль его убийцы, Дэна Уайта — Джош Бролин. Фильм получил два «Оскара»: за лучшую мужскую роль и за лучший оригинальный сценарий. В массовых сценах картины были задействованы многие участники реальных событий, в том числе в сцене, где Милк произносит свою «Речь Надежды» во время «Парада дня свободы геев» 1978 года.
30 июля 2009 года Президент США Барак Обама принял решение наградить Харви Милка Президентской медалью Свободы посмертно. Это одна из двух высших наград США для гражданских лиц, которой награждаются люди, «внёсшие существенный вклад в безопасность и защиту национальных интересов США, общественную и культурную жизнь США и мира».
Говоря о пятнадцати награждённых, в их числе и о Харви Милке, Барак Обама отметил, что все они «имеют между собой одну общую черту. Каждый был вершителем перемен. Каждый видел несовершенство мира и приступал к его улучшению, зачастую преодолевая большие препятствия на пути. Их неустанное стремление разрушить искусственные барьеры и возвысить человеческое достоинство своих сограждан задаёт горизонт, на который мы все должны равняться».
25 августа 2009 года губернатор Калифорнии Арнольд Шварценеггер и его супруга Мария Шрайвер назвали Харви Милка в числе тринадцати знаменитых людей штата, которые будут представлены в 2009 году в «Зале Славы Калифорнии» Калифорнийского музея в Сакраменто. Объявляя имена избранных претендентов, основательница «Зала Славы» Мария Шрайвер сказала:

Сейчас я более чем когда-либо понимаю, что страсть и сила одного человека может оказать серьёзное влияние на жизнь многих людей не только в их собственной стране, но и во всём мире. Когда талант и неустанное стремление к победе идут рука об руку, даже один в поле — воин, и такой человек может оставить после себя богатое наследие, преисполненное надежды. Для нас это — огромная честь: ввести в «Зал Славы» этих экстраординарных личностей, каждая из которых оставила свой след в истории
13 октября 2009 года губернатор Калифорнии Арнольд Шварценеггер подписал закон, учреждающий День Харви Милка. Отныне день рождения Милка 22 мая стал официальным ежегодным праздником штата Калифорния.
6 ноября 2021 года был спущен на воду танкер ВМФ США USNS Harvey Milk. Это шестой корабль ВМФ в серии, названных в честь борцов за гражданские права. Девиз корабля — «Смелость и уверенность» (англ. Courage and Conviction). 3 июня 2025 года министр обороны США Пит Хегсет издал распоряжение о переименовании корабля с целью «[восстановления] воинской культуры». Публикация распоряжения намеренно была сделана во время месяца гордости.